# Adobe InCopy
Adobe InCopy és un programari d'Adobe Systems per al processament de textos. Està estretament integrat amb l'Adobe InDesign.